# Carnosina N-metiltransferasi
La carnosina N-metiltransferasi è un enzima appartenente alla classe delle transferasi, che catalizza la seguente reazione:
S-adenosil-L-metionina + carnosina ⇄ S-adenosil-L-omocisteina + anserina